# Điểm liên hợp đẳng giác

Cho {\displaystyle ABC} là một tam giác trong mặt phẳng, điểm {\displaystyle P^{*}} gọi là điểm đẳng giác hay điểm liên hợp đẳng giác của một điểm {\displaystyle P}  trong tam giác {\displaystyle ABC} nếu các đường thẳng {\displaystyle AP^{*},BP^{*},CP^{*}} lần lượt đối xứng với các đường thẳng {\displaystyle AP,BP,CP} qua các đường phân giác trong của các góc {\displaystyle A,B,C}.

## Tính chất
1. Với điểm {\displaystyle P} bất kỳ không nằm trên đường tròn ngoại tiếp, luôn tồn tại một điểm {\displaystyle P^{*}} là liên hợp đẳng giác của {\displaystyle P} trong tam giác {\displaystyle ABC}.
2. Nếu điểm {\displaystyle P} là tâm tỉ cự của bộ 3 điểm {\displaystyle A,B,C} theo các hệ số {\displaystyle x,y,z} thì {\displaystyle P^{*}} là tâm tỉ cự của bộ ba điểm {\displaystyle A,B,C} theo các hệ số a²/x, b²/y, c²/z, trong đó a, b, c là độ dài các cạnh của tam giác {\displaystyle ABC}.
3. Gọi D, E, F thứ tự là hình chiếu của I lên BC, CA, AB, và D', E', F' thứ tự là hình chiếu của J lên BC, CA, AB thì 6 điểm D, E, F, D', E', F' nằm trên một đường tròn, tâm O của đường tròn này là trung điểm của đoạn thẳng IJ. Ngoài ra, AJ {\displaystyle \perp } EF, BJ {\displaystyle \perp } FD, CJ {\displaystyle \perp } DE (theo DDTH)
4. Nếu P,Q liên hợp đẳng giác trong tam giác ABC và nằm trong tam giác thì ta có hệ thức sau: {\displaystyle {\frac {AP.AQ}{AB.AC}}+{\frac {BP.BQ}{BC.BA}}+{\frac {CP.CQ}{CA.CB}}=1}[1]
5. Tâm đường tròn nội tiếp là điểm liên hợp đẳng giác với chính nó.
6. Điểm Lemoine (Điểm đối trung) và trọng tâm là hai điểm liên hợp đẳng giác của nhau.